# Diphucephala richmondia
Diphucephala richmondia är en skalbaggsart som beskrevs av Macleay 1886. Diphucephala richmondia ingår i släktet Diphucephala och familjen Melolonthidae. Inga underarter finns listade i Catalogue of Life.